# Leif Pareli
Leif Pareli, född 8 juni 1948 i Vågan i Norge, är en norsk socialantropolog och museiman. Han var 1987–2018 konservator vid Norsk Folkemuseum, där hans arbetsområde var samisk kultur och minoritetskulturer. Han har medverkat i framtagandet av "Samisk museumslag" 1989, ett arbete som han ledde 2006–2007. Åren 2007-2013 var han ordförande i den norska nationalkommittén av International Council of Museums (ICOM).
Leif Pareli tog 2007 initiativ till projektet Bååstede, ett samarbetsavtal mellan Norsk Folkemuseum, Kulturhistorisk museum och Sametinget i Karasjok om återförande av samiska museiföremål till de samiska museerna.